# Asterocampa clyton

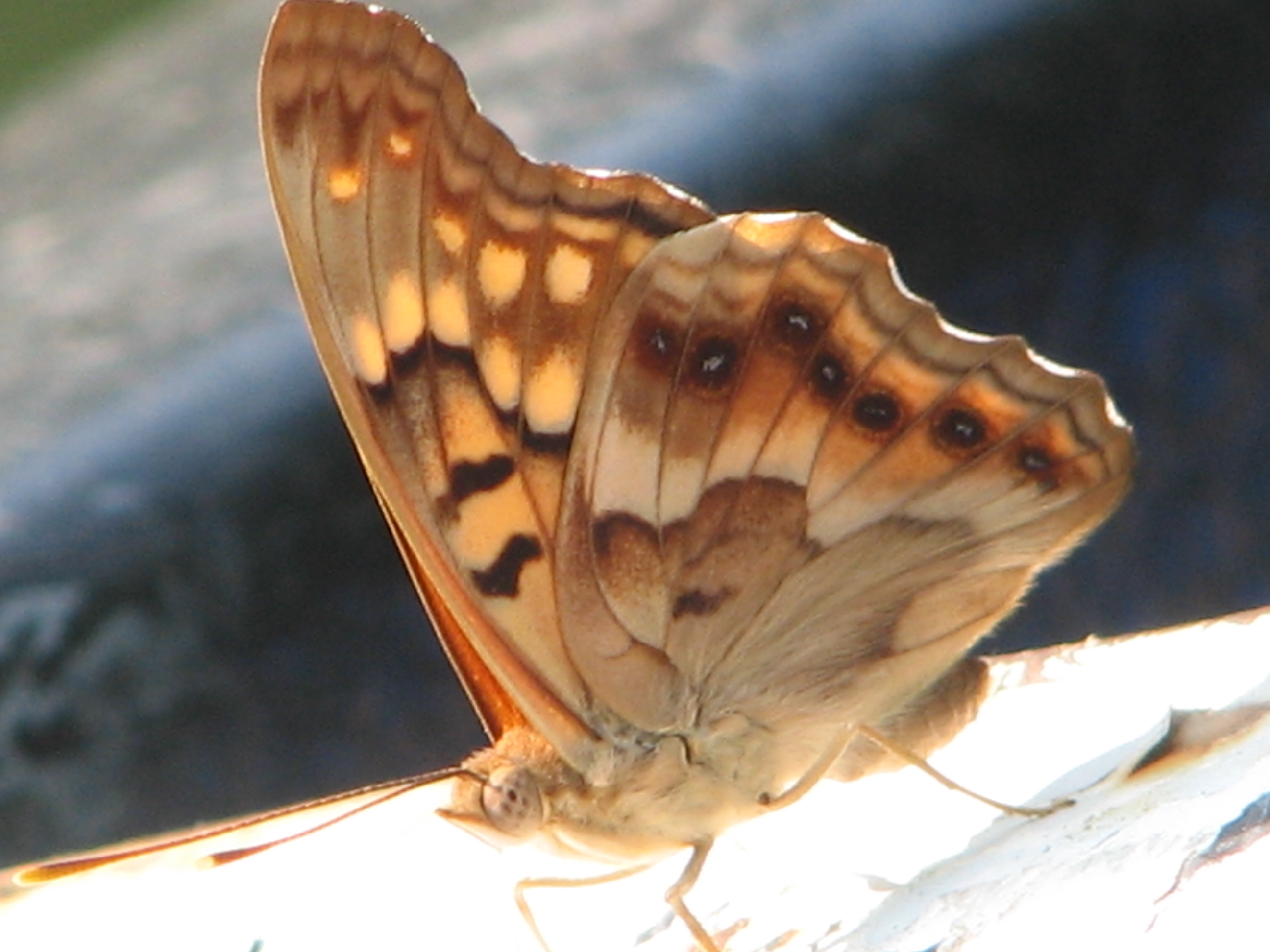
Flügelunterseite

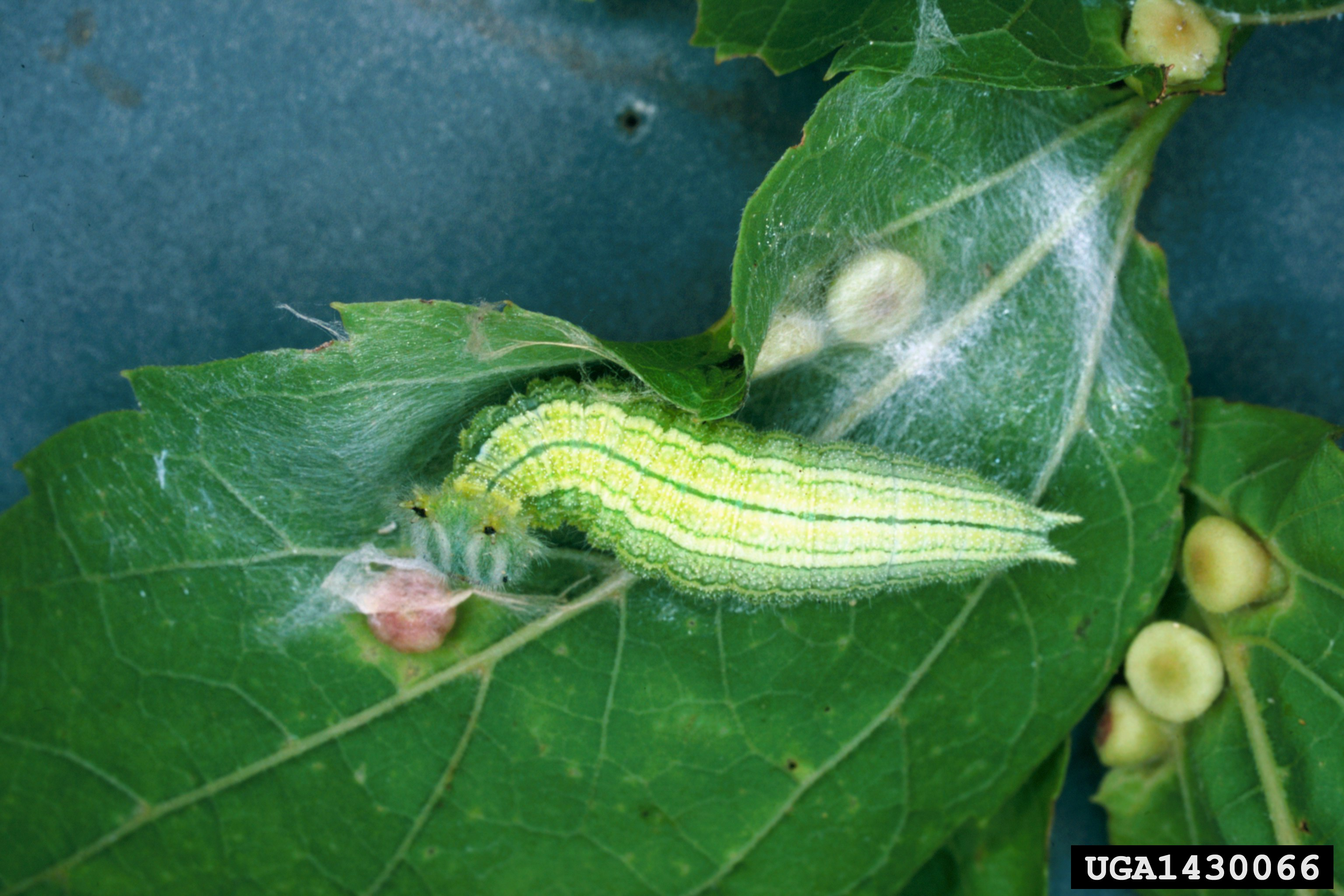
Raupe

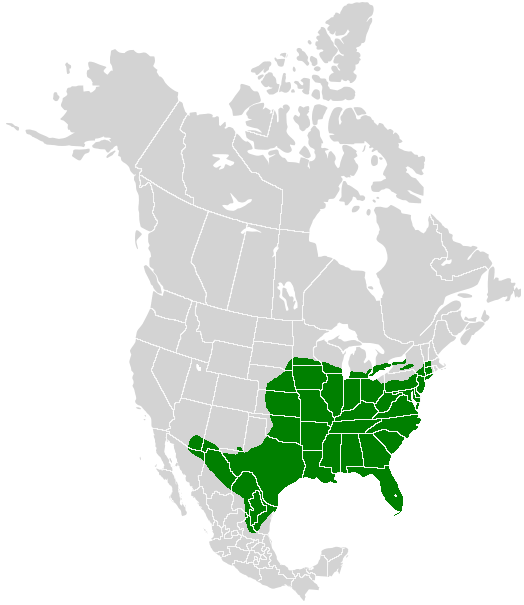
Verbreitungsgebiet

Asterocampa clyton ist ein Schmetterling (Tagfalter) aus der Familie der Edelfalter (Nymphalidae).

## Merkmale

### Falter
Die Flügelspannweite der Falter beträgt 42 bis 70 Millimeter. Große Exemplare sind stets Weibchen. Die Vorderflügeloberseiten sind in der Regel braun orange bis kastanienbraun gefärbt und haben insbesondere in den dunkleren Postdiskal- und Submarginalregionen ein Muster aus gelblichen Würfelflecken. Ein Augenfleck fehlt. In der Diskalregion sind zwei kurze schwarze Querstreifen, die am Vorderrand beginnen, zu erkennen. Die Hinterflügeloberseite ist etwas dunkler gefärbt und mit mehreren schwarzen Augenflecken, die orange umrandet sind versehen. Die Unterseiten der Flügel sind wesentlich heller gefärbt und weisen ein ähnliches Fleckenmuster wie die Oberseiten auf.

### Ei
Die Eier haben eine gelbe bis gelbgrüne Farbe.

### Raupe
Ausgewachsene Raupen sind an den Seiten hellgrün gefärbt und haben einen gelben Rücken, von dem sich dünne grüne Rücken- und Nebenrückenlinien abheben. Sie können farblich regional variieren. Der gesamte Körper ist mit dünnen, kurzen Härchen überzogen, an deren Basis sich kleine weiße Punkte befinden. Das Körperende läuft in zwei kurzen Spitzen aus. Der Kopf ist grün oder braun und mit hellen Längsstreifen sowie zwei stark verzweigten Gabelhörnern versehen.

### Puppe
Die Puppen sind als Stürzpuppe ausgebildet, von hellgrüner bis blaugrüner Farbe und mit einer gelben Rückenlinie sowie zwei Spitzen ausgestattet.

### Ähnliche Arten
Asterocampa celtis hat ein überwiegend graubraunes Erscheinungsbild. Die beiden schwarzen Querstreifen am Vorderrand sind schwächer ausgebildet oder fehlen. Hauptunterscheidungsmerkmal ist ein Augenfleck auf der Vorderflügeloberseite nahe dem Innenwinkel.

## Verbreitung und Lebensraum
Die Art kommt in Nordamerika vor. Ihr Hauptverbreitungsgebiet reicht vom Nordosten Mexikos über den Südosten, den Osten und die Mitte der USA bis in den Südosten von Kanada. Die Tiere leben bevorzugt in waldreichen Gebieten am Rande von Flüssen sowie in Parkanlagen.

## Verhalten und Lebensweise
Die Falter saugen gerne an überreifen Früchten, zuweilen auch an verletzten Bäumen, feuchten Erdstellen, Aas und Kot, hingegen sehr selten an Blüten. In den südlichen US-Bundesstaaten werden fortlaufende Generationen gebildet, weiter nördlich jedoch nur ein bis zwei Generationen pro Jahr. Die Eier werden in Gruppen von 200 bis 500 Stück an die Rückseite von Blättern junger Nahrungspflanzen, gelegentlich auch an Rinde abgelegt. Junge Raupen leben gesellig. Sie ernähren sich von den Blättern verschiedener Zürgelbaumarten (Celtis), dazu zählen der Amerikanische Zürgelbaum (Celtis occidentalis), der Glattblättrige Zürgelbaum (Celtis laevigata), Celtis tenuifolia, Celtis lindheimeri und Celtis reticulata. Die überwinternden Raupen fertigen ein Hibernarium an, in dem sie in kleinen Gruppen verharren.

## Unterarten
Neben der in Kanada und dem Osten der USA vorkommenden Nominatform Asterocampa clyton clyton sind weitere Unterarten bekannt:
- Asterocampa clyton flora Edwards, 1876, (Florida, Georgia)
- Asterocampa clyton louisa Stallings & Turner, 1947, (Südtexas, Mexiko)
- Asterocampa clyton texana Skinner, 1911, (Texas, New Mexico, Arizona)